# Charing Cross
A Charing Cross a Strand, a Whitehall és a Cockspur Street kereszteződésében, London központjában fekszik. A terület onnan kapta nevét, hogy régen itt, az akkori Charing faluban állíttatott I. Eduárd volt feleségének, Kasztíliai Eleonórának emlékkeresztet. 1675 óta a kereszt helyén I. Károly lovas szobra áll. Hivatalosan a Charing Crosst tekintik London középpontjának; a Londontól való távolságot az eredeti Eleonóra-kereszttől mérik. A Charing Crosst a mai térképeken egy kereszteződésként jelölik, bár régebben ez egy postai cím is volt, ami a Great Scotland Yard és a Trafalgar Square közötti utcaszakaszt jelölte. 1931. január 1-jétől az utcának ez a része Whitehallhoz tartozik.

## Használata központi helyként

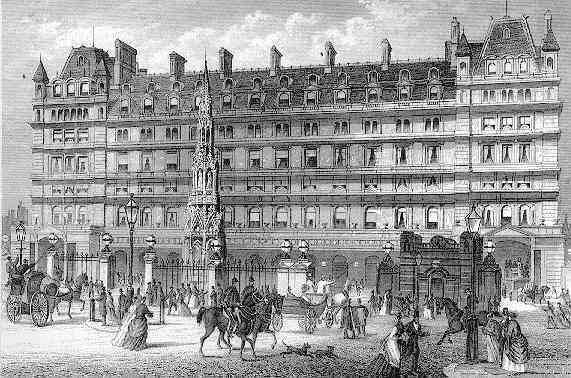
A Charing Cross vasútállomás központi bejárata egy 19. századi nyomtatványon. Az állomás előtt látható kereszt az eredeti Eleanóra kereszt 19. századi, Viktória-korból származó másolata

A 19. század elejének joganyaga a Charing Cross használatával adta meg a rendeletek területi hatályát. A jogban a későbbi használata során a helyi önkormányzatok hatáskörének kijelölésére korlátozódott ez a szerepe, majd 1965-ben Nagy-London létrejöttével ez a használata is idejétmúlttá vált.
| Használata                    | Hatály |
| ----------------------------- | --- |
| Metropolitan Police District  | Az 1829-es, nagyvárosi rendőrségről szóló rendelet szerint minden körzet, mely innentől 12 mérföldes körön belül fekszik, a londoni rendőrség hatáskörébe tartozik. Ezt a törvényt 1839-ben váltó rendelkezés kiterjesztette 15 mérföldre. |
| Metropolitan Buildings Office | Az 1844-es londoni építkezési törvény lehetővé tette, hogy a társaság hatáskörébe minden, az innentől számított 15 mérföld sugarú körben lévő építmény az ő felelősségi körébe tartozzon.                                                  |
| Taxisok vizsgakövetelményei   | A teret övező hat mérföldes sugarú terület a taxisok kiképzésének a fő helye. |

## A Charing Cross Boltívek
A vasút megépülése óta a Charing Cross vasútállomás fölött lévő boltívek London több, perifériára sodródott csoportjának biztosított menedéket, s az ő életvitelük ellenséges reakciókat váltott ki a közvéleményből. A 20. század elején gyakran a Charing Cross állomás csarnokában és a boltíveknél kerestek maguknak az emberek azonos nemű, közeli barátot. Szintén itt találtak menedéket London egyedül élő hajléktalanjai, akik a szállások és az utca között sodródtak, és nomád körülmények között kartondobozokban éltek. 1979-ben itt lett a „Heaven”, az egyik legismertebb London belvárosában lévő melegbár helyszíne.
A Charing Cross boltívei adták az ihletet Bud Flanagan és Chesney Allen egyik dalának. Szintén középpontjában voltak egy rádiós dokumentumműsornak, a nagy hatást keltő Underneath the Archesnek, mely felhívta a közvélemény figyelmét a hajléktalanok nehéz helyzetére.

## Legközelebbi helyszínek
- Trafalgar tér
- Soho
- Holborn
- Mayfair
- Bloomsbury

## Legközelebbi metróállomások
- Charing Cross metróállomás
- Embankment metróállomás
- Leicester Square metróállomás
- Waterloo állomás
- Westminster metróállomás

## Legközelebbi vasútállomások
- Charing Cross vasútállomás
- Waterloo East állomás
- Waterloo állomás